# Dracontioides
Dracontioides är ett släkte av kallaväxter. Dracontioides ingår i familjen kallaväxter.
Kladogram enligt Catalogue of Life:
| Dracontioides | \| \| Dracontioides desciscens \| \| \| \| \| \| Dracontioides salvianii \| \| \| \| |
|               | \| \| Dracontioides desciscens \| \| \| \| \| \| Dracontioides salvianii \| \| \| \| |
|               | Dracontioides desciscens                                                             |
|               |                                                                                      |
|               | Dracontioides salvianii                                                              |
|               |                                                                                      |

## Bildgalleri

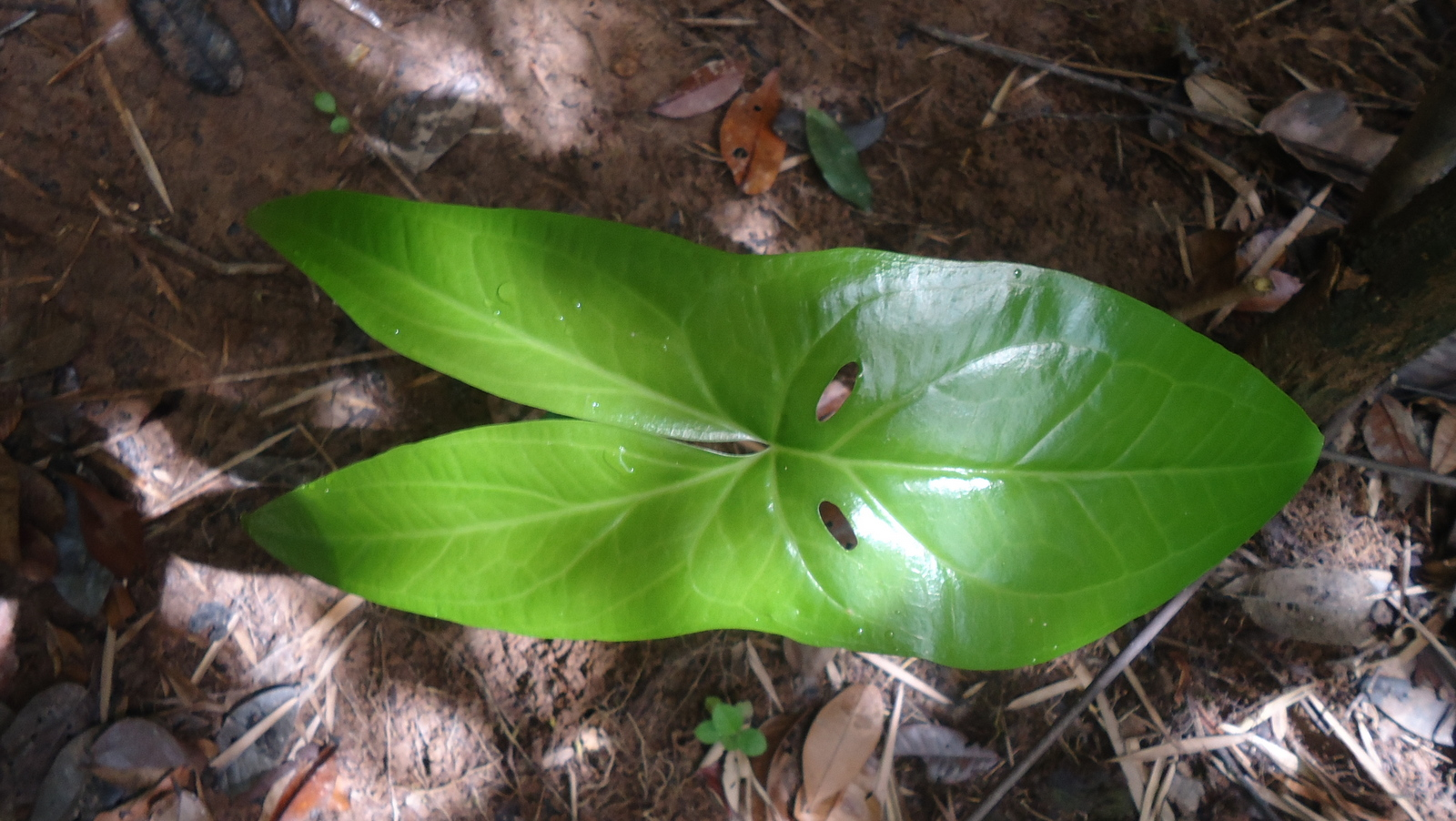
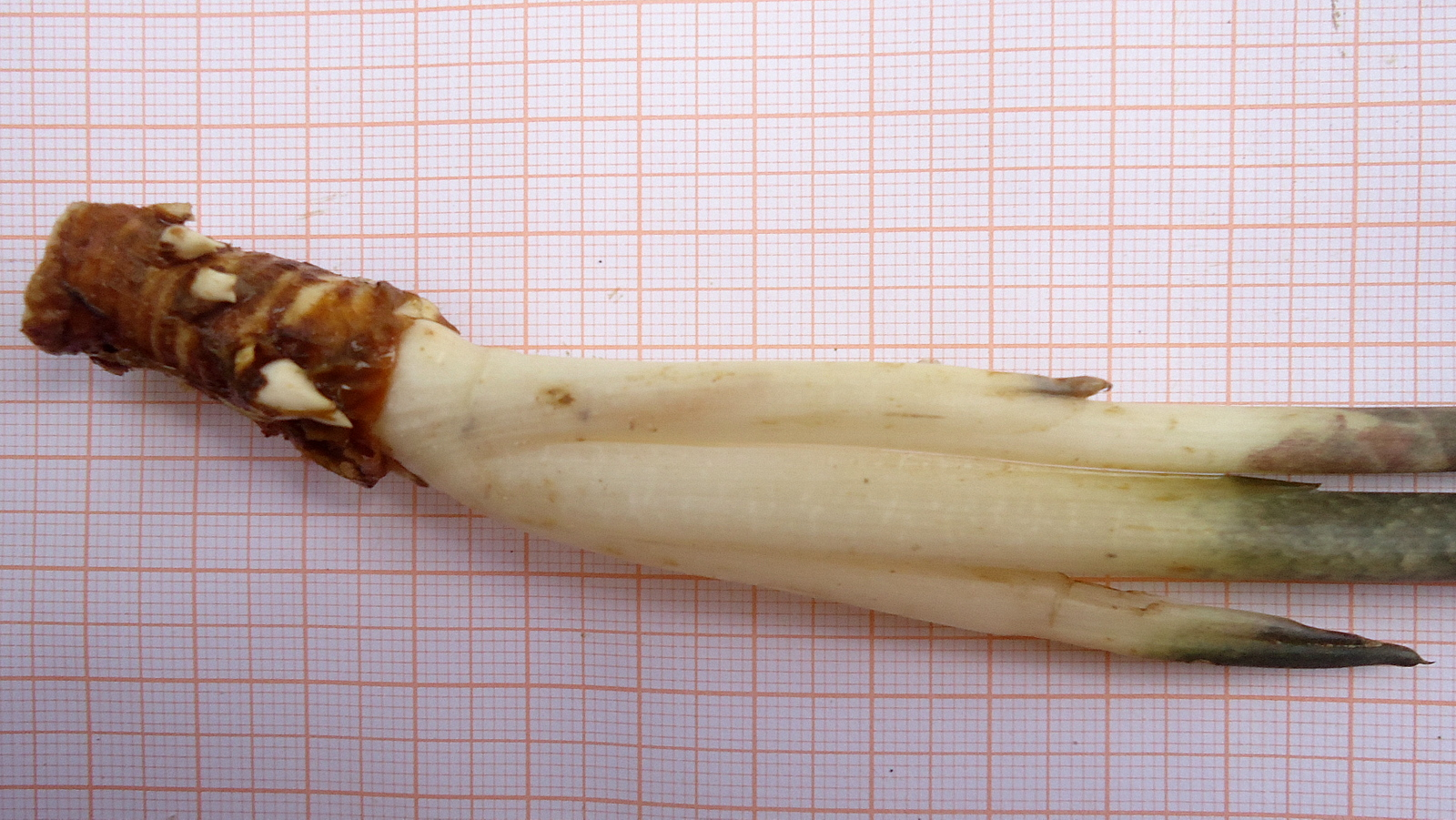
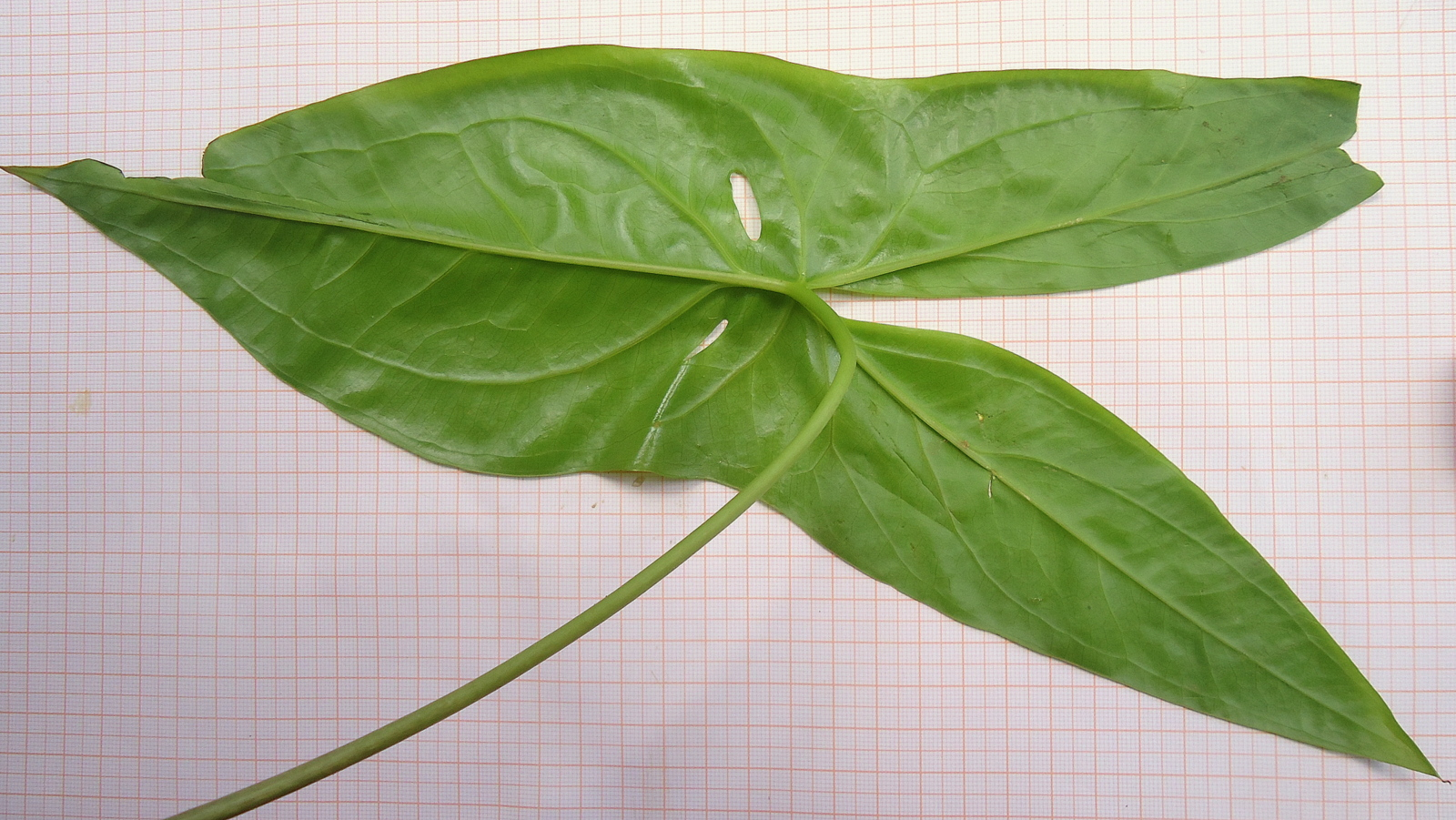
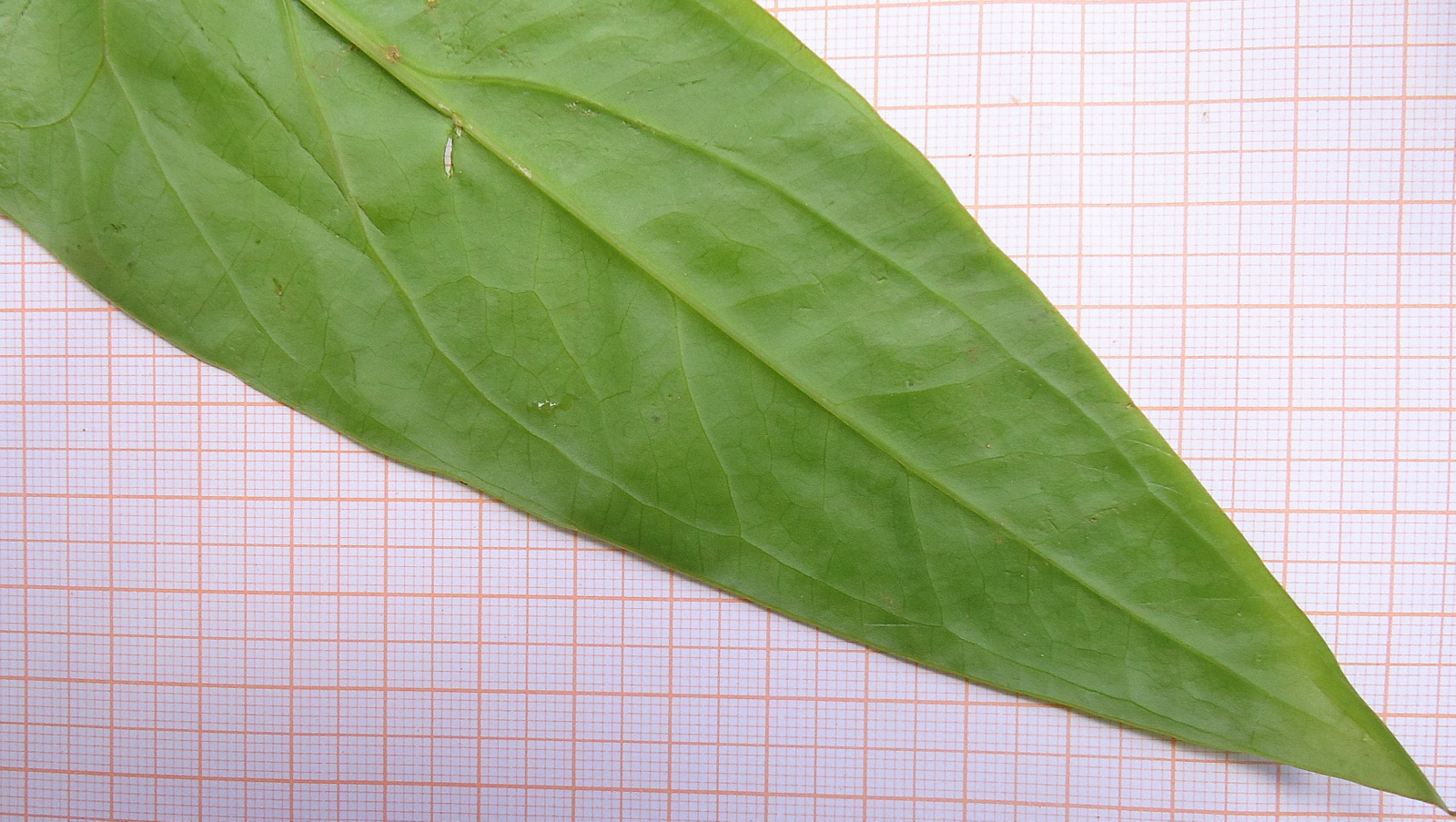
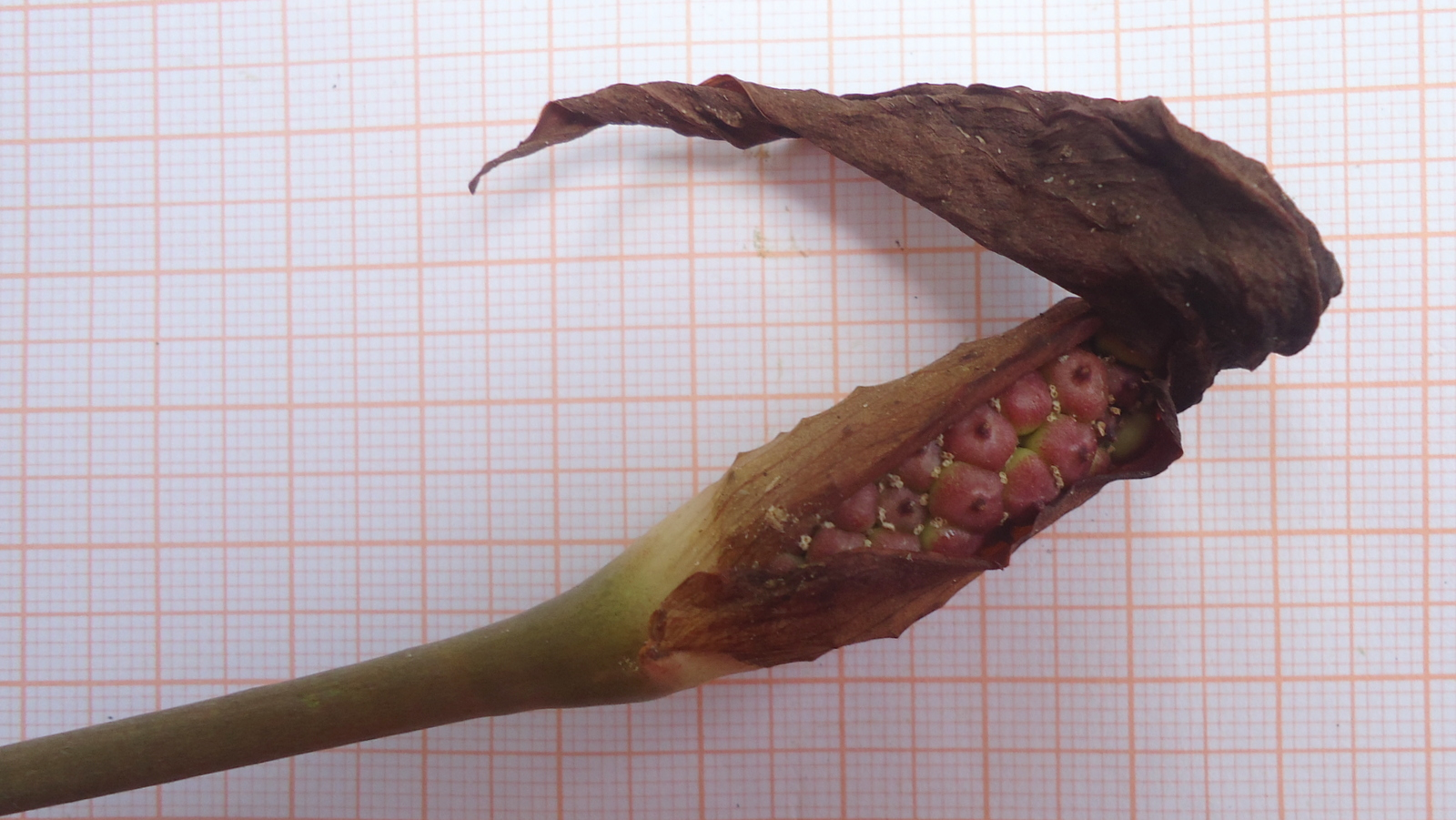
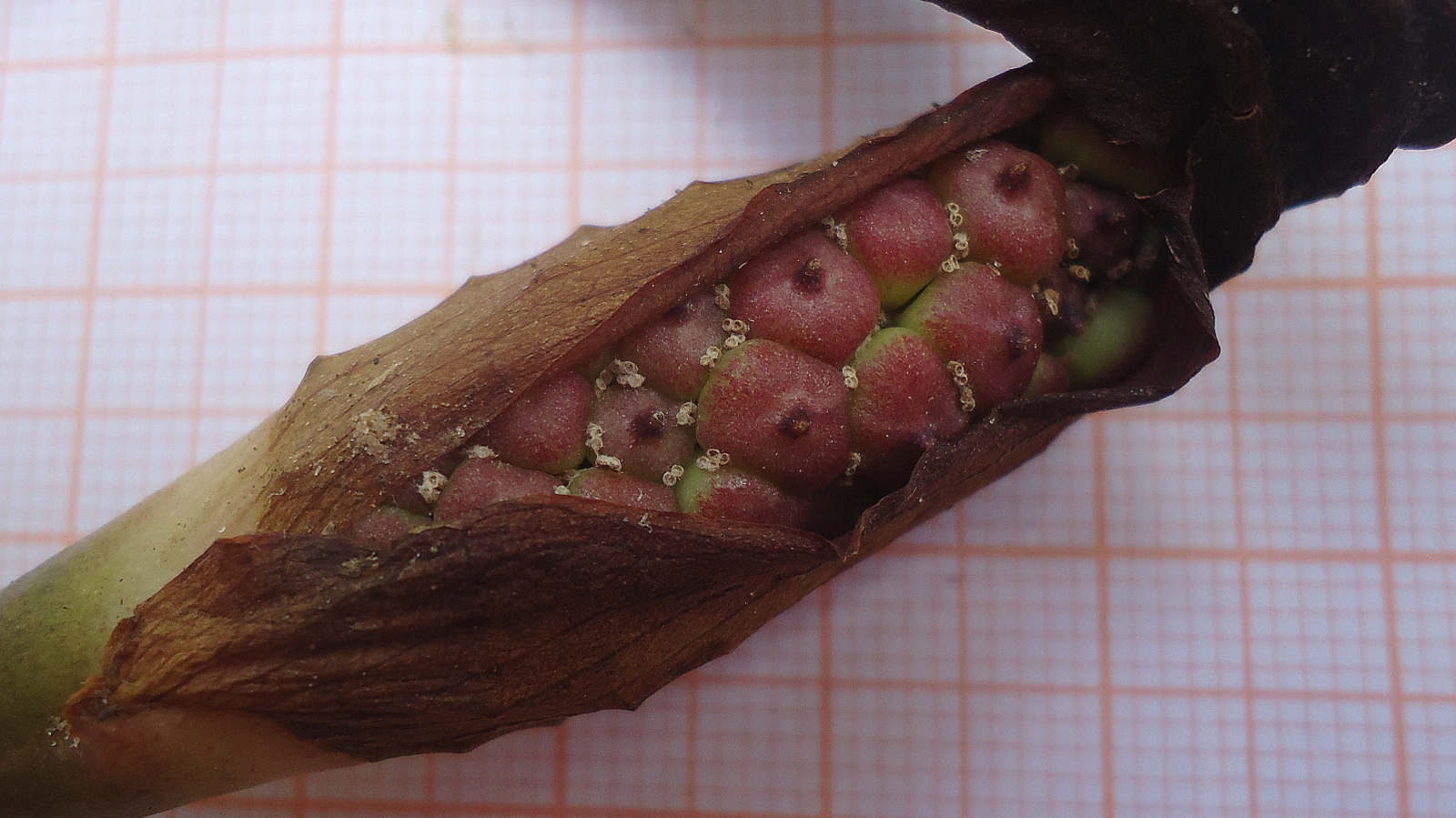